# Дрелів
Дрелів (або Дреглів, Дрелюв пол. Drelów) — село в Польщі, у гміні Дрелів Більського повіту Люблінського воєводства. Населення — 938 осіб (2011).

## Історія
1607 року вперше згадується православна церква в урочищі Городок біля Дрелева, а 1635 року — вже про церкву в самому Дрелеві.
У часи входження до складу Російської імперії належало до Радинського повіту Сідлецької губернії. За даними етнографічної експедиції 1869—1870 років під керівництвом Павла Чубинського, у селі проживали лише греко-католики, усе населення розмовляло українською мовою. 1875 року, під час ліквідації російською владою греко-католицької Холмської єпархії, коли селяне-уніяти не захотіли віддати церкви православному священникові, відділ російських солдатів почав стріляти й убив та поранив кільканадцять осіб.
Після захоплення Холмщини влітку 1915 року австро-угорськими військами та російської евакуації місцевого українського православного населення вглиб Російської імперії, польські легіонери 15 серпня 1915 року перетворили православну церкву на римо-католицький костел.
У 1917—1918 роках у селі діяла українська школа, заснована 18 грудня 1917 року, у якій навчалося 23 учні, учитель — С. Рощинський.
У міжвоєнні 1918—1939 роки польська влада в рамках великої акції руйнування українських храмів на Холмщині і Підляшші перетворила місцеві православні церкві в Дрелеві та урочищі Городок на римо-католицькі костели.
У 1921 році село входило до складу гміни Загайки Радинського повіту Люблінського воєводства Польської Республіки.
За переписом населення Польщі 10 вересня 1921 року в селі налічувалося 109 будинків та 592 мешканці, з них:
- 293 чоловіки та 299 жінок;
- 129 православних, 439 римо-католиків, 24 юдеї;
- 44 українці, 526 поляків, 22 євреї.

У Дрелеві на сільському цвинтарі похований Олександр Мартинець - козак 1-ї Запорізької дивізій Армії УНР.
У 1975—1998 роках село належало до Білопідляського воєводства.

## Населення
Демографічна структура станом на 31 березня 2011 року:
|          | Загалом | Допрацездатний вік | Працездатний вік | Постпрацездатний вік |
| -------- | ------- | ------------------ | ---------------- | -------------------- |
| Чоловіки | 494     | 98                 | 349              | 47                   |
| Жінки    | 444     | 86                 | 262              | 96                   |
| Разом    | 938     | 184                | 611              | 143                  |